# Micro-région de Szikszó
La micro-région de Szikszó (en hongrois : szikszói kistérség) est une micro-région statistique hongroise rassemblant plusieurs localités autour de Szikszó.